# BMW・M6 GTLM
BMW・M6 GTLMはドイツの自動車メーカーBMWによって製造された耐久グランドツアラー（GT）カー。

## 概要
BMWは、同社のGTレース用車両であるBMW・M6 GT3の発表に続き、2015年10月にM6 GTLMの開発をプレスリリースで発表した。しかし、この発表当初、一部の技術仕様は公開されなかった。
この車両はBMW・M6 GT3をベースに開発され、初期のシェイクダウンおよびテストは2015年11月初めにアメリカ・フロリダ州のセブリング・インターナショナル・レースウェイで行われた。テストは、BMWのファクトリーチームであるBMWチームRLLによって実施された。
M6 GTLMは、2016年のデイトナ24時間レースでBMWチームRLLとともにレースデビューを果たし、以降IMSAウェザーテック・スポーツカー選手権などのGTLMクラスで活躍した。

## レース戦績
M6 GTLMは、IMSAウェザーテック・スポーツカー選手権のGTLMクラスで使用され、多くの耐久レースに参戦した。特に、デイトナ24時間レースやセブリング12時間レースなどの北米耐久レースでそのパフォーマンスを発揮した。

## 技術仕様
BMW・M6 GTLMの技術仕様は公式には一部のみ公開されたが、ベースとなるBMW・M6 GT3と多くの共通点を持つと考えられる。
- エンジン: 4.4L V8 ツインターボ
- 駆動方式: 後輪駆動
- トランスミッション: 6速シーケンシャル
- 車両重量: 約1,250kg（レギュレーションに準拠）
- シャシー: カーボンファイバー製コンポーネント

## 関連車両
- BMW・M6 GT3 – ベースモデルとなったGT3規格のレーシングカー
- BMW・M8 GTE – M6 GTLMの後継モデル